# Таньин, Карло
Карло Таньин (18 ноября 1932 — 13 марта 2000) — итальянский футболист и тренер.

## Карьера
Полузащитник Карло Таньин был воспитанником «Торино», с этой командой он дебютировал в Серии А в 1953/54 сезоне. В 50-е годы он также поочерёдно носил форму «Алессандрии», «Монцы» и «Лацио».
В 1959/60 сезоне Таньин присоединился к «Бари», где из-за попытки организации договорных матчей был дисквалифицирован на два с половиной года, затем срок был сокращён до одного года.
В 1963 году Таньин в возрасте тридцати лет был нанят Эленио Эррерой, тренером «Интернационале». В этой команде он достиг вершины своей карьеры. Задачей Таньина было не дать противникам развивать атаки, а также закрывать зоны Луиса Суареса и Марио Корсо. Таньин внёс свой вклад в памятный матч на «Эрнст Хаппель», 27 мая 1964 года в финале Кубка европейских чемпионов он сумел выключить из игры Альфредо Ди Стефано.
Он закончил свою карьеру, во второй раз вернувшись в «Алессандрию», клуб играл в Серии B, но по итогам сезона был понижен в классе.
В сезоне 1972/73 Таньин начал тренерскую карьеру с «Альбезе», а в следующем году возглавил «Савону». Кульминацией тренерской карьеры Таньина стал сезон 1985/86, когда он был у руля своего бывшего клуба, «Алессандрия».
Таньин умер 13 марта 2000 года из-за ухудшения здоровья, связанного с употреблением наркотиков.